# Big White

Big White (Toute Blanche) est une station de ski située à 56 km au sud-est de Kelowna en Colombie-Britannique (Canada).
C'est la deuxième plus grosse station de la province de Colombie-Britannique (après Whistler). C'est un domaine skiable de 1 119 hectares (30 km de pistes) avec 16 remontées mécaniques et 118 pistes.
Le village se situe à 1 755 mètres d'altitude et fait partie du domaine. Le point le plus haut se trouve à 2 319 mètres d'altitude. La station ouvre de mi-novembre à mi-avril et peut accueillir environ 25 000 personnes alors qu'il n'y a environ que 150 personnes qui y habitent hors-saison.